# 格拉耶沃縣

53°39′N 22°27′E / 53.650°N 22.450°E
格拉耶沃縣（波蘭語：Powiat grajewski），是波蘭的縣份，位於該國東北部，由波德拉謝省負責管轄，首府設於格拉耶沃，面積967平方公里，2006年人口50,120，人口密度每平方公里52人。